# 白云湖 (章丘)
白云湖位于中国山东省济南市章丘区城区明水西北20公里处，当地人称“白云英英出其中，湖因以名”以此命名为白云湖。北距小清河4公里，西南距济南35公里。湖呈长方形，全湖面积17.4平方公里，大湖围堤长18.6公里，水深1米左右，属于温带季风气候。现已成为济南市近郊享有盛名的旅游度假胜地。白云湖风景区由白云湖公园、白云湖乐园和碧绿环绕的20公里柳堤及立体农业观赏园等组成；白云湖公园主要景点有碧波荡漾、舟船摇曳天然水上乐园，波光粼粼的片片鱼塘和映日接天的千亩红莲。白云湖乐园分为四大园区，集观赏、娱乐、休闲、垂钓于一体。